# Zygonyx torridus
Zygonyx torridus là một loài chuồn chuồn ngô thuộc họ Libellulidae. Nó được tìm thấy ở Algérie, Angola, Bénin, Botswana, Burkina Faso, Cameroon, Cộng hòa Trung Phi, Comoros, Cộng hòa Congo, Bờ Biển Ngà, Ai Cập, Ethiopia, Gambia, Ghana, Guinea, Kenya, Liberia, Malawi, Mali, Mauritius, Maroc, Mozambique, Namibia, Nigeria, Réunion, Sierra Leone, Nam Phi, Sudan, Tanzania, Togo, Uganda, Zambia, Zimbabwe, và có thể Burundi. Môi trường sống tự nhiên của nó là các con sông.